# Чемпионат Азии по дзюдо 2019
Чемпионат Азии по дзюдо 2019 года прошёл с 20 по 22 апреля в городе Эль-Фуджайра (Объединённые Арабские Эмираты).

## Медалисты

### Мужчины
| Весовая категория | Золото                                 | Серебро                            | Бронза                                                        |
| ----------------- | -------------------------------------- | ---------------------------------- | ------------------------------------------------------------- |
| до 60 кг          | Гэнки Кога · Япония                    | Ян Юнвэй · Тайбэй                  | Ариунболд Энхтайван · Монголия Гусман Кыргызбаев · Казахстан  |
| до 66 кг          | Ерлан Серикжанов · Казахстан           | Елдос Жумаканов · Казахстан        | Артур Тэ · Кыргызстан Ёндонпэрэнлэйн Басху · Монголия         |
| до 73 кг          | Цэнд-Очирын Цогтбаатар · Монголия      | Ан Чхаллим · Республика Корея      | Виктор Скворцов · ОАЭ Хикматиллох Тураев · Узбекистан         |
| до 81 кг          | Отгонбаатарын Ууганбаатар · Монголия   | Шарофиддин Болтабоев · Узбекистан  | Ли Сунхо · Республика Корея Хикару Томокиё · Япония           |
| до 90 кг          | Косукэ Масияма · Япония                | Комроншох Устопириён · Таджикистан | Ислам Бозбаев · Казахстан Бухэбилигэ · Китай                  |
| до 100 кг         | Лхагвасурэнгийн Отгонбаатар · Монголия | Вон Джонхун · Республика Корея     | Мухаммадкарим Хуррамов · Узбекистан Кайхан Такаги · Австралия |
| свыше 100 кг      | Ким Сон Мин · Республика Корея         | Темур Рахимов · Таджикистан        | Ким Минджон · Республика Корея Юрий Краковецкий · Кыргызстан  |

### Женщины
| Весовая категория | Золото                         | Серебро                               | Бронза                                                             |
| ----------------- | ------------------------------ | ------------------------------------- | ------------------------------------------------------------------ |
| до 48 кг          | Ли Янань · Китай               | Галбадрахын Отгонцэцэг · Казахстан    | Ли Хекён · Республика Корея Ая Сакагами · Япония                   |
| до 52 кг          | Диёра Келдиёрова · Узбекистан  | Лхагвасурэнгийн Сосорбарам · Монголия | Лим Сонсим · КНДР Рина Тацукава · Япония                           |
| до 57 кг          | Ким Джин А · КНДР              | Кана Томидзава · Япония               | Энхрийлэн Лхагватогоогийн · Монголия Севара Нишанбаева · Казахстан |
| до 63 кг          | Ян Цзюнься · Китай             | Болд Ганхаих · Монголия               | Катарина Хэкер · Австралия Тан Цзин · Китай                        |
| до 70 кг          | Сихо Танака · Япония           | Гулноза Матниязова · Узбекистан       | Ифе Куглан · Австралия Ю Джеён · Республика Корея                  |
| до 78 кг          | Мао Идзуми · Япония            | Ма Чжэньчжао · Китай                  | Ли Джонъюн · Республика Корея Юн Хёнджи · Республика Корея         |
| свыше 78 кг       | Ким Минджон · Республика Корея | Хан Миджин · Республика Корея         | Акари Иноуэ · Япония Ван Янь · Китай                               |

## Общий медальный зачёт
*   Принимающая страна (ОАЭ)
| Место           | Страна               | Золото | Серебро | Бронза | Всего |
| --------------- | -------------------- | ------ | ------- | ------ | ----- |
| 1               | Япония               | 5      | 1       | 4      | 10    |
| 2               | Монголия             | 3      | 2       | 4      | 9     |
| 3               | Республика Корея     | 2      | 4       | 6      | 12    |
| 4               | Китай                | 2      | 1       | 4      | 7     |
| 5               | Казахстан            | 1      | 2       | 3      | 6     |
| 6               | Узбекистан           | 1      | 2       | 2      | 5     |
| 7               | КНДР                 | 1      | 0       | 1      | 2     |
| 8               | Таджикистан          | 0      | 2       | 0      | 2     |
| 9               | Китайская Республика | 0      | 1       | 0      | 1     |
| 10              | Австралия            | 0      | 0       | 3      | 3     |
| 11              | Кыргызстан           | 0      | 0       | 2      | 2     |
| 12              | ОАЭ*                 | 0      | 0       | 1      | 1     |
| Всего стран: 12 | Всего стран: 12      | 15     | 15      | 30     | 60    |